# アバタイ
アバタイは、明朝末期から清朝初期のアイシン･ギョロ氏女直。清太祖ヌルハチ第七子。和碩饒餘敏親王。
清太宗ホン･タイジ (ヌルハチ第八子) の明朝征討で活躍し、奉命大將軍に任命された。

## 略歴
＊本章は基本的に『清史稿』に拠る。それ以外の典拠のみ脚注を附す。
＊特記しない限り、日づけは旧暦、年齢は数え歳。
明萬曆17年15896月16日の午刻12:00前後、後の清太祖ヌルハチの第七子として出生。母はイルゲン･ギョロ氏札親巴晏の女で、ヌルハチ側妃。同父母姉の皇二女・嫩哲格格 (和碩沾河公主) は、ゴロロ氏チャンシュの子ダルハンに嫁いだ。

### 太祖時代
明萬曆39年16117月、フョンドン、アンバ･フィヤング (ともに後の開国五大臣の一) とともに窩集ウェジ部所属の烏爾古宸ウルグチェン・木倫ムレンの二路を討伐し、1,000餘名を捕虜とした。
後金天命8年1623、ジャルート部主ベイレ昂安に滿洲マンジュの使者が捕縛された末に、イェヘに送られて殺害され、さらに蒙古への使者も度々その掠奪に遭うなどした為、太祖ヌルハチは同年4月14日、アバタイ、德格類デゲレイ、齋桑古ジャイサング、岳託ヨトに兵3,000を与え、昂安を征討させた。アバタイらは連夜の行軍の末、22日の曙に遼河を渡って昂安を急襲した。昂安が妻子とともに牛車に乗って逃亡を図った為、前鋒總兵・岱穆布が追撃したが、重傷を負って絶命した。アバタイらはその後を追って昂安父子を殺し、その妻子ら多数を捕虜とした。

### 太宗時代
太宗ホン･タイジが即位すると、アバタイは王ベイレに封ぜられたが、戦功をあげたにも拘らず、ホショイ･ベイレでなく一般ベイレであることに就いて不満を募らせた。
天聰2年1628、ヨト・ショト兄弟と錦州を征討し、明軍が寧遠に後退すると墩台21箇所を陥落させ、錦州、杏山、高橋の3城を破壊した。
天聰3年1629、明征討に従軍し、ハラチン部の波羅河屯から七日行軍した後、アジゲとともに左翼4旗と蒙古軍を率いて龍井関を攻め、夜中までかかって陥落させた。明の将軍・易愛が漢児荘から加勢するとこれを斬伐し、城を攻略した。その頃、ホン･タイジは洪山口を攻略して遵化にせまると、山海関の明の援軍を破り、これを攻略した。アバタイはヨトとともに順義に駐屯していた明の総兵・滿桂と侯爵・世禄を撃攘し、馬1,000、駱駝100を鹵獲し、順義を陥落させた。アバタイはさらにマングルタイとともに、兵20,000を廣渠門外に駐屯させていた袁崇煥と祖大壽を襲撃した。事前に明が伏兵をしのばせていると聞いた諸ベイレは、伏兵が潜むとされる右方向に進むこととし、中路にそれた者は敵前回避と同罪とすると取り決めた。しかし、ホオゲが右路を進んで伏兵を破ったころ、アバタイは中路を進みながら敵を破り、城壕でホオゲと合流した。諸ベイレは、作戦違犯だとしてアバタイの爵位を剥奪すべしと主張したが、ホン･タイジは事情を斟酌し、アバタイを宥恕した。アバタイは通州に侵攻すると船を焼き、張家湾を侵略した。続いてホン･タイジに従って薊州に至り、山海関からの明の援兵5,000を殲滅した。
天聰4年1630、ホン･タイジに従って永平を包囲し、ジルガランとともに劉興祚を斬伐し、永平の守護を命じられた。
天聰5年16317月、六部設置にともない、工部主管となった。
翌8月、大凌河城に拠る祖大壽らは清の大軍に包囲され、兵糧攻めにより城内が混乱したことから、同年12月に降服した。それを承けてホン･タイジは、アバタイ、德格類デゲレイ、ドルゴン、岳託ヨトに、漢人の服装をさせた兵4,000人を率い、祖大壽およびその兵350人とともに明の潰走兵を装って錦州を襲撃させた。二鼓22時前後頃、大凌河城内に砲声が轟くと、祖大壽およびアバタイらは進軍を開始した。しかし濃霧の影響で隊列が崩れたため、各隊進軍を止め、翌朝を待って撤収した。その間、砲声を聞いた錦州の明兵が大凌河城に援軍を送ったが、清軍により撃攘された。
天聰7年16338月、山海関に侵略し、数千人を捕虜とした。ホン･タイジは帰還を労いつつ、明の懐まで攻め入らなかったことに不満を表した。
天聰8年1634、宣府征討に従い、応州で霊丘と王家荘を攻略した。
崇德元年16364月、多羅饒餘貝勒ベイレに封ぜられた。アジゲらと明をうち、雕鶚堡、長安嶺堡を制圧して延慶にせまり、兵を分けて定興、安肅、容城、安州、雄、東安、文安、寶坻、順義、昌平の10城を制圧した。56戦すべてに勝ち、十数万を捕虜にした。ホン･タイジの北韓征討に際しては、噶海城の守護を任じた。
崇德3年1638、ホン･タイジのカルカ部征討に際し、アバタイはダイシャンと留守を任された。

#### 奉命大將軍ドルゴン
崇德3年16388月、和碩睿親王ドルゴンが奉命大將軍に任命されたことに伴い、アバタイはホオゲとともにその補佐を命ぜられ、翌9月、ホン･タイジらの見送りを受けて出征した。一行は辺牆を破壊して明領内に侵入すると、青山關 (現唐山市遷西県) を経て西へ通州 (現北京市通州区) に至り、そこで左右両翼が合流した。続いて明都燕京から南接する涿州 (現保定市涿州市) に至ると、西へ山西境界に至るまでの六府を蹂躙して引き返し、そのまま東へ臨清 (現聊城市臨清市) を経由して済南府 (現済南市) を攻略した後、北上して天津に侵攻した。翌4年16393月、再び青山關に至った一行はそこで明兵の迎撃を撃退し、翌4月に凱旋した。この戦役で揚武大將軍として従軍していた多羅貝勒・岳託ヨト (ダイシャン長子) が陣没し、訃報をきいたホン･タイジと父ダイシャンはその場に崩れ落ちたという。

#### 錦州包囲
崇德4年16399月、アジゲ、ドゥドゥらとともに錦州・寧遠に侵略。崇德5年164012月、ホン･タイジの命を受け、ドルゴン、ホオゲ、杜度ドゥドゥとともに将校兵士の半分を率い、ジルガランらに代って錦州を包囲した。翌6年1641、錦州侵攻に際し、錦州から30里という遠距離に軍営を張り、更には兵士を勝手に数名ずつ帰宅させ、錦州包囲を無効化させたとして、元帥ドルゴンがホン･タイジの怒りを買った。従軍したアバタイはドルゴンを諌めなかった廉で同じく叱責を受け、爵位剥奪が検討されたが、ホン･タイジの宥恕を受け、罰銀2,000両が課された。

#### 奉命大將軍アバタイ
崇德7年164210月、奉命大將軍に任命され、明征討にむけ出発した。翌8年16435月、凱旋。ジルガラン、ドルゴンらが出迎えた。この時、福晋の訃報が知らされた。

### 世祖時代
順治元年16444月、多羅饒餘貝勒から多羅饒餘郡王に晋封。
順治3年16463月25日、死去 (享年58歲)。
康熙元年16623月、和碩饒餘親王に追封。
康熙10年16716月、追諡「敏」。

## 逸話
- 天聰元年1627、チャハル部の昂坤杜稜が帰順し、ホン･タイジは酒宴を賜った。これにさきだつ天命11年16269月 (ヌルハチ崩御の翌月)、アバタイはヤングリらを通じ、新皇帝に即位したばかりのホン･タイジに対して、酒宴への参加拒否を申し入れた。父ヌルハチ生前には四大ベイレ[注 3]と比肩する地位にいたのが、今や子弟らと同列にまで貶められているのが不満の種であった。更に今回の酒宴では蒙古ベイレの明安ミンガンらが自分よりも上座を占めていると知り、不満はますます募った。ホン･タイジから事情をきかされたダイシャンら諸ベイレは、アバタイの夜郎自大を非難した。德格類デゲレイ、ジルガラン、杜度ドゥドゥ、岳託ヨト、碩託ショトは開国五大臣とともに議政に与ったが、アバタイは参与していない。阿濟格アジゲ、ドルゴン、多鐸ドドは太祖ヌルハチ生前から八旗主グサイ･エジェンに任命されたが、アバタイは参与していない。さらに他の諸ベイレはアバタイよりも早くに八分公[注 4]となっている。ヌルハチの子であるという理由でニルを賜与され、それに因って王ベイレに封ぜられただけでも過分の恩賜である。諸ベイレから一斉に譴責を受けたアバタイは過ちを認めた。[30]
- 崇德4年1639、吳什特および渥濟倫という二人の家僕を、卓特氏阿濟拜 (蒙古正藍旗人) のニルに隷属する毛巴里なる人物の許へ遣わし、行軍時の食糧にするとして乳牛を供出させた。乳牛は結局屠られることなく「生還」した為、毛巴里がその返還をもとめたところ、アバタイは返還を拒否した挙句、乳牛を屠りその肉で来客をもてなした。毛巴里の提訴を受けた戸部は、王ベイレの身分にありながら貧民の乳牛を横どりしたアバタイの行為を「擾民」として断罪し、アバタイ所有の牛を全て召し上げた。[31]
- 崇德5年1640、娘を国人と外藩蒙古とどちらに嫁がせるかで悩んでいたアバタイの妻は、鳴贊官の代都に頼み、黑際盛の家に行かせて占わせた。アバタイ妻は以前、ホン･タイジが外藩蒙古にその娘を嫁がせようとして承服せず、国人に嫁がせようとしてこれも拒否していた。一方、そのアバタイの娘は、巴山のニルに隷属する克什訥の家の、琥珀商人である常二を勝手に呼び出し、また婢女三人と宦官二人に姉弟の契りを結ばせていた[注 5]が、その婢女の内の二人と琥珀商人の常二が刑部に申し出たことで、アバタイ家の無法ぶりが露呈した。刑部は、アバタイが妻女への訓育を疎かにし、ことあるごとに妻を庇い立てて甘やかしているのが原因であるとして、ベイレ爵位の剥奪と、妻女の死罪を主張した。ホン･タイジは死罪を赦免し、妻を子・博洛 (貝子) の扶養下に入れ、娘を好きな男に嫁がせ、アバタイには罰金のみ課した。[32]

## 脚註

### 典拠
1. ↑  “辛亥年”. 太祖武皇帝實錄. 2
2. ↑  “辛亥歲萬曆39年1611 月1日/段391”. 太祖高皇帝實錄. 3
3. 1 2  “辛亥歲萬曆39年1611 7月/段78”. 滿洲實錄. 3. "阿巴泰取烏爾古宸木倫"
4. 1 2  “皇子 (太祖高皇帝・皇七子晉贈饒餘敏親王阿巴泰)”. 清皇室四譜. 3. p. 5
5. 1 2  “順治3年1646 3月25日/段3852”. 世祖章皇帝實錄. 25
6. 1 2  “順治元年1644 4月2日/段3256”. 世祖章皇帝實錄. 4
7. 1 2  “康熙元年1662 3月1日/段8318”. 聖祖仁皇帝實錄. 6
8. 1 2  “后妃 (太祖高皇帝・側妃伊爾根覺羅氏札親巴晏女)”. 清皇室四譜. 2. p. 3
9. ↑  “皇女 (太祖高皇帝・皇二女和碩公主)”. 清皇室四譜. 4. pp. 1-2
10. ↑  “天命8年1623 4月14日/段194”. 滿洲實錄. 7. "阿巴泰德格類齋桑古岳託大破昂安"
11. ↑  “天聰5年1631 7月8日/段1165”. 太宗文皇帝實錄／. 9
12. ↑  “崇禎4年1631 8月8日/段75259”. 明實錄附錄崇禎實錄. 4. "清兵大舉圍大凌河城祖大壽"
13. ↑  “崇禎4年1631 12月2日/段75275”. 明實錄附錄崇禎實錄. 4. "進祖大壽少傅左都督大壽守大凌城被圍日久食匱援兵不赴遂以城降既而逃歸"
14. ↑  “天聰5年1631 10月28日/段1225”. 太宗文皇帝實錄. 10
15. ↑  “天聰5年1631 10月29日/段1226”. 太宗文皇帝實錄. 10
16. ↑  “天聰10年1636 4月23日/段1941”. 太宗文皇帝實錄. 28
17. ↑  “崇德3年1638 8月23日/段2365”. 太宗文皇帝實錄. 43
18. ↑  “崇德3年1638 9月4日/段2369”. 太宗文皇帝實錄. 43
19. ↑  “崇德3年1638 10月9日/段2381”. 太宗文皇帝實錄. 44
20. ↑  “崇德4年1639 3月9日/段2467”. 太宗文皇帝實錄. 45
21. ↑  “崇德4年1639 3月18日/段2473”. 太宗文皇帝實錄. 45
22. ↑  “崇德4年1639 4月14日/段2488”. 太宗文皇帝實錄. 46
23. ↑  “崇德4年1639 9月19日/段2561”. 太宗文皇帝實錄. 48
24. ↑  “崇德5年1640 12月3日/段2740”. 太宗文皇帝實錄. 53
25. ↑  “崇德6年1643 3月22日/段2783”. 太宗文皇帝實錄. 55
26. ↑  “崇德7年1642 10月14日/段3015”. 太宗文皇帝實錄. 63
27. ↑  “崇德7年1642 10月15日/段3016”. 太宗文皇帝實錄. 63
28. ↑  “崇德8年1643 6月11日/段3090”. 太宗文皇帝實錄. 65
29. ↑  “康熙10年1671 6月15日/段10492”. 聖祖仁皇帝實錄. 36
30. ↑  “天聰元年1627 12月8日/段840”. 太宗文皇帝實錄. 3
31. ↑  “崇德4年1639 11月5日/段2577”. 太宗文皇帝實錄. 49
32. ↑  “崇德5年1640 4月24日/段2659”. 太宗文皇帝實錄. 51

### 註釈
1. ↑  「貝勒beile」には様々な種類があるが、「和碩hošoi貝勒」は旗gūsaを統轄し、議政に参与することのできる権利を賦与された特定の王ベイレのことで、具体的にはダイシャン (ヌルハチ次子)、アミン (シュルハチ子)、マングルタイ (ヌルハチ五子)、ホン･タイジ (ヌルハチ八子) の四人を指す。
2. ↑  辺境の牆壁の意で、土盛や堀を以て外敵の侵入を妨げる障壁のこと。清代にはこの辺牆をもとに柳条辺牆が築かれ、漢族が満洲族発祥の地へ植民することを防いだ。
3. ↑  ダイシャン (ヌルハチ次子)、アミン (シュルハチ子)、マングルタイ (ヌルハチ五子)、ホン･タイジ (ヌルハチ八子) の四人のこと。
4. ↑  ①和碩親王、②世子 (親王嫡子)、③多羅郡王、④長子 (郡王嫡子)、⑤多羅貝勒、⑥固山貝子、⑦奉恩鎭國公、⑧奉恩輔國公の八階級を指す。
5. ↑  原文は「令使女三人、與二太監、結為姊弟」で、その後に「失於閫教。福金與其女、俱應論死」とあるため、「姉弟」というのは男女関係を指す。

## 文献

### 実録
- 編者不詳『太祖武皇帝實錄』(漢) (崇徳元年1636)

- 覺羅氏勒德洪『太祖高皇帝實錄』(漢) (崇徳元年1636)

- 編者不詳『滿洲實錄』(漢) (乾隆46年1781)

- - 『ᠮᠠᠨᠵᡠ ᡳ ᠶᠠᡵᡤᡳᠶᠠᠨ ᡴᠣᠣᠯᡳmanju i yargiyan kooli』(満) (乾隆46年1781)

- -     - 今西春秋『満和蒙和対訳 満洲実録』刀水書房 (昭和13年1938訳, 1992年刊)

- 馬佳氏圖海, 他『太宗文皇帝實錄』(漢) 順治6年1649

- 巴泰, 他『世祖章皇帝實錄』(漢) 康熙11年 (1672)

- 馬齊, 張廷玉, 蔣廷錫, 他『聖祖仁皇帝實錄』(漢) (雍正9年1731)

### 史書
- 趙 爾巽『清史稿』(漢) 清史館 (民国17年1928) ＊中華書局